# Lysmata zacae
Lysmata zacae is een garnalensoort uit de familie van de Hippolytidae. De wetenschappelijke naam van de soort is voor het eerst geldig gepubliceerd in 1941 door Armstrong.